# 徐仪 (南朝)
徐仪（6世纪—608年），徐陵之子，南朝陈东海郡郯县人，出自东海徐氏。
徐仪年轻时聪明机警，初为《周易》国子生，以高第举为秘书郎，出为乌伤县令。陈后主祯明初年，官至尚书殿中郎兼东宫学士。陈亡入隋，隐居在钱塘赭山。隋炀帝召为学士，任命为著作郎，大业四年（608年）卒。